# Cleveland Bulldogs
Die Cleveland Bulldogs waren ein American-Football-Team aus Cleveland, das in der National Football League spielte und 1924 NFL-Meister wurde. Das Team wurde 1923 unter dem Namen Cleveland Indians gegründet. Nachdem der Eigner 1924 die Canton Bulldogs erworben hatte, spielte die Mannschaft fortan unter dem Namen Cleveland Bulldogs. 1928 wurde das Franchise nach Detroit verkauft und spielte eine Saison unter dem Namen Detroit Wolverines.

## Geschichte
Samuel Deutsch, ein Juwelier und Box-Promoter aus Cleveland erwarb 1923 eine NFL-Franchise für die Stadt. Das Team spielte im Dunn Field (League Park). Das vorherige Team in der Stadt, ebenfalls Cleveland Indians genannt, hatte 1922 den Spielbetrieb einstellen müssen. Das Team benannte er nach dem bekannten Profi-Baseball-Team Cleveland Indians. In der ersten Saison 1923 hatten das Team nach sechs Spielen, drei gewonnen und drei Unentschieden gespielt und damit das gleiche Gewinn-Verlust-Verhältnis wie die Canton Bulldogs. Diese hatten jedoch schon sieben Spiele gewonnen. Am 25. November 1923 spielten die Indians gegen die Canton Bulldogs daheim vor 17.000 Zuschauern und verloren mit 10:46. Am Ende der Saison wurde sie Fünfte und die Canton Bulldogs Meister.
Für die folgende Saison sah er die Chance, mit der Übernahme der finanziell angeschlagenen Canton Bulldogs, an bessere Spieler zu kommen. Für 2.500 Dollar erwarb er das Franchise. Aus Spielern beider Teams formte er die nunmehr als Cleveland Bulldogs auflaufende Mannschaft. Trainiert wurde sie vom Erfolgstrainer der Canton Bulldogs Guy Chamberlin.

Für die folgende Saison 1924 sah Deutsch die Chance, mit der Übernahme des finanziell angeschlagenen amtierenden Meister Canton Bulldogs, an bessere Spieler zu kommen. Für 2.500 Dollar erwarb er das Franchise. Aus Spielern beider Teams formte er die nunmehr als Cleveland Bulldogs auflaufende Mannschaft. Trainiert wurde sie vom Erfolgstrainer der Canton Bulldogs Guy Chamberlin. Das Team spielte nur im Dunn Field in Cleveland, aber kehrte für das Thanksgiving Game 1924 gegen die Milwaukee Badgers einmal nach Canton zurück. Mit sieben Siegen, einer Niederlage und einem Unentschieden wurde die Mannschaft NFL-Meister. Bereits vor der Saison hatten die Teameigner vereinbart, dass nur Spiele im Zeitraum zwischen dem 27. September und dem 30. November für die Meisterschaft gelten sollten. Die Chicago Bears hatten mit sechs Siegen und einer Niederlage ein schlechteres Verhältnis und hatten das erste Spiel gegen die Bulldogs am 5. Oktober 1927 verloren. Sie vereinbarten deshalb ein weiteres Spiel gegen die Bulldogs. Dieses fand am 7. Dezember 1924 statt und die Bears gewannen mit 23:0. Im Gegensatz zur Saison 1921 wurde jedoch dieses Spiel trotz Widerspruch der Bears nicht mehr zur Meisterschaft gerechnet. 

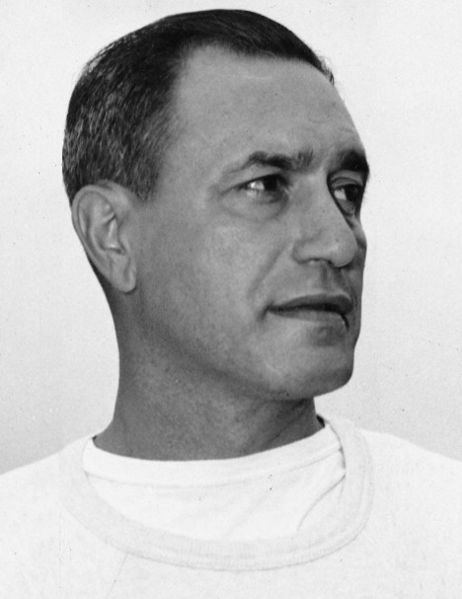
Benny Friedman

Vor Beginn der Saison 1925 erwarben mehrere Spieler für 3.000 Dollar das Franchise der Canton Bulldogs. Das Team aus Cleveland behielt jedoch auch den Namen Bulldogs. Im August 1925 beteiligte Deutsch Herb Brandt, Eigentümer der Brandt Food Company, am Team. Am Ende der Saison wurde man 12. mit fünf Siegen, acht Niederlagen und einem Unentschieden. Auch finanziell wurde das Jahr ein Verlustgeschäft. Auf Grund der Verluste sowie der Konkurrenz durch das neue AFL-Team der Cleveland Panthers wurde für 1926 kein Team aufgestellt.
1927 kehrten die Bulldogs noch einmal in die NFL zurück. Deutsch hatte Investoren (Max Rosenblum, Herb Brandt, Harold Gould, and Clinton C. Winfrey,) für das Team gefunden und der Spielbetrieb in der NFL wurde wieder aufgenommen. Neu ins Team kam der aus Cleveland stammende Quarterback Benny Friedman. Friedman war einer der ersten Quarterbacks die primär auf den Passwurf setzten. 1926 war er zum wertvollsten Spieler der College-Liga gewählt worden. Des Weiteren nahm er mehrere Spieler der aufgelösten Mannschaft der Kansas City Cowboys sowie deren Trainer LeRoy Andrews unter Vertrag. Mit acht Siegen, vier Niederlagen und einem Unentschieden wurde das Team am Ende Vierter.
In Cleveland gelang es jedoch nicht genug Finanziers für eine weitere NFL-Saison zu finden. Im August 1928 erwarben Investoren um Elliott Fisher und Maurice J. Caplan aus Detroit das Franchise und damit auch den unter Vertrag stehenden Friedman. Das Team wurde unter dem Namen Detroit Wolverines aufgestellt und spielte im Dinan Field. Mit sieben Siegen, zwei Niederlagen und einem Unentschieden wurde das Team Tabellendritter. Tim Mara, der Eigner der New York Giants, erwarb schließlich das Franchise für 3.500 Dollar um sich Benny Friedman zu sichern. Später gab er die ungenutzte Franchise an die NFL zurück.

## Uniform
Die Cleveland Indians spielten in weißen Jerseys mit dünnem roten Brustring und roten Schultern Die Ärmel waren schwarz-weiß-rot gestreift. Die Bulldogs liefen in weinroten Trikots mit beigen Streifen auf. Auf der Brust trugen sie beige Rhomben-Symbole. 1927 wurden verschiedene Kombinationen der Farben weinrot, weiß und beige getragen. Die Detroit Wolverines hatten blaue Jerseys mit weißem Rücken.

## Statistik
| Saison             | Siege           | Niederlagen     | Unentschieden   | Punkte erzielt  | Punkte zugelassen | Platzierung  | Head Coach     |
| ------------------ | --------------- | --------------- | --------------- | --------------- | ----------------- | ------------ | -------------- |
| Cleveland Indians  |                 |                 |                 |                 |                   |              |                |
| 1923               | 3               | 1               | 1               | 52              | 49                | 5. (von 20)  | Cap Edwards    |
| Cleveland Bulldogs |                 |                 |                 |                 |                   |              |                |
| 1924               | 7               | 1               | 1               | 229             | 60                | 1. (von 18)  | Wayne Brenkert |
| 1925               | 5               | 8               | 1               | 75              | 135               | 12. (von 20) | Cap Edwards    |
| 1926               | keine Teilnahme | keine Teilnahme | keine Teilnahme | keine Teilnahme | keine Teilnahme   |              |                |
| 1927               | 8               | 4               | 1               | 209             | 107               | 4. (von 12)  | LeRoy Andrews  |
| Detroit Wolverines |                 |                 |                 |                 |                   |              |                |
| 1928               | 7               | 2               | 1               | 189             | 76                | 3. (von 10)  | LeRoy Andrews  |
| Summe              | 30              | 16              | 5               |                 |                   |              |                |

## Spieler in der Pro Football Hall of Fame
| Nr. | Name                 | Position      | Spielzeit | Aufnahme |
| --- | -------------------- | ------------- | --------- | -------- |
| —   | Guy Chamberlin       | End, Halfback | 1924      | 1965     |
| —   | Benny Friedman       | QB            | 1927      | 2005     |
| —   | William „Link“ Lyman | Tackle        | 1924      | 1964     |
| —   | Steve Owen           | Tackle/Guard  | 1925      | 1966     |